# Puppy Patrol
Puppy Patrol is een Nederlandse jeugdserie, uitgezonden door de KRO-NCRV. Het is gebaseerd op de boekenserie Puppy Patrol, geschreven door Jenny Dale. Er zijn 2 series gemaakt. De eerste serie werd in 2008/2009 uitgezonden. In 2018 is er een tweede serie gemaakt. De opnamen zijn gemaakt in Alphen aan den Rijn. Naast de originele Nederlandse serie is deze ook vertaald in het Duits (Ein Fall für Mark und Tessa) en het Hongaars (Kutya jó kalandok).

## Thema seizoen 1
De serie speelt zich af op het dierenasiel "De Hondenpoot" van de ouders van Mark (12) en Tessa (10). Is er hier iets aan de hand? Samen met hun zusje Sara (5) en hun slimme hond Max vormen zij "Puppy Patrol" en gaan op onderzoek uit. Af en toe helpen zelfs hun ouders mee.
De serie werd voor het eerst uitgezonden vanaf 1 juni 2008 tot en met 25 oktober 2009.

## Thema seizoen 2
Puppy Patrol 2 vertelt de avonturen van Lena (13), de tweeling Niels en Emma (10) en Jesse (6) die zij beleven met de dieren die worden opgevangen in het dierenasiel "Dierengoed" van hun moeder Liza en opa Bob in Wassenaar. Met groot gevoel voor gelijkwaardigheid komen Lena, Niels, Emma en Jesse op voor het welzijn van mens en dier. Zij strijden samen met hun superslimme hond Dapper voor een rechtvaardiger wereld. Ze beleven daardoor de gekste en spannendste avonturen.
De serie werd voor het eerst uitgezonden vanaf 2 september 2018 tot en met 18 november 2018.

## Rolverdeling

### Hoofdrollen seizoen 1 (2008/2009)
| Acteur                 | Personage         | Rol          | Afleveringen |
| ---------------------- | ----------------- | ------------ | ------------ |
| Tom Hortensius1        | Mark Bouwman      | zoon (12)    | 1-13         |
| Maud van Haasteren     | Tessa Bouwman     | dochter (10) | 1-13         |
| Hanna Mooren           | Sarah Bouwman     | dochter (5)  | 1-13         |
| Elle van Rijn          | Angelique Bouwman | moeder       | 1-13         |
| Christiaan van der Wal | Bart Bouwman      | vader        | 1-13         |
| Joris Putman           | Michiel           | dierenarts   | 1-13         |
| Chizzy                 | Max               | hond         | 1-13         |

### Hoofdrollen seizoen 2 (2018)
| Acteur             | Personage | Rol                                 | Afleveringen |
| ------------------ | --------- | ----------------------------------- | ------------ |
| Sam Lourier        | Lena      | dochter (13)                        | 1-13         |
| Myrthe Hellendoorn | Emma      | dochter (10)                        | 1-13         |
| Luuk van der Weide | Niels     | zoon (10)                           | 1-13         |
| Sem van der Weide  | Jesse     | zoon (6)                            | 1-13         |
| Lieke Antonisen    | Liza      | moeder, dierenarts en mede-eigenaar | 1-13         |
| Hans Royaards      | Bob       | opa en mede-eigenaar                | 1-13         |
| Dapper             | Dapper    | hond                                | 1-13         |

### Gastrollen
| Acteur                   | Personage           | Rol                            | Seizoen | Aflevering                                      |
| ------------------------ | ------------------- | ------------------------------ | ------- | ----------------------------------------------- |
| Poal Cairo               |                     | verpleger                      | 1       | 2 (Lucy opgepakt)                               |
| Hans Boskamp             | Mijnheer Donkelaar  |                                | 1       | 2 (Lucy opgepakt)                               |
| Tanja Jess               |                     | Russische filmster             | 1       | 2 (Lucy opgepakt)                               |
| Kees Boot                | Martin Terborg      |                                | 1       | 3 (Jess zoekt haar baas) 5 (Boris de speurhond) |
| Xander Straat            | Joep Maaswinkel     |                                | 1       | 5 (Boris de speurhond)                          |
| Martijn Fischer          | Boer Pieter         |                                | 1       | 8 (Bikkels geluk)                               |
| Mattijn Hartemink        | Kenny Verkerk       | jager                          | 1       | 10 (Puppy Love)                                 |
| Nelleke Zitman           | Hilde Snijders      |                                | 1       | 10 (Puppy Love)                                 |
|                          | Maarten             | broer van Bart                 | 1       | 11 (Bling)                                      |
| Olivia de Hoog           | Sterre              |                                | 1       | 11 (Bling)                                      |
| Dirk Zeelenberg          |                     | fotograaf                      | 1       | 11 (Bling)                                      |
| Tine Joustra             | Kate                |                                | 1       | 12 (Lucky's geheim)                             |
| Saskia Rinsma            | Annemiek            | eigenares manege               | 1       | 12 (Lucky's geheim)                             |
| Noël Sebastiaan          | Pelle               |                                | 1       | 13 (De Verdwijning)                             |
| Dewi Reijs               | Marianne            |                                | 1       | 13 (De Verdwijning)                             |
| Bas Keijzer              |                     | buurman                        | 1       |                                                 |
| Hannah Maarschalkerweerd | Charlotte           |                                | 2       | 1 (Wally)                                       |
| Daan van de Werken       | Kevin               |                                | 2       | 1 (Wally)                                       |
| Vincent Croiset          |                     | vader van Charlotte en Kevin   | 2       | 1 (Wally)                                       |
| Jesse de Vreugd          |                     | instructeur                    | 2       | 1 (Wally)                                       |
| Ushi                     | Wally               |                                | 2       | 1 (Wally)                                       |
| Isa van Weert            | Isa                 |                                | 2       | 2 (Blind vertrouwen)                            |
| Jente van Went           | Tim                 |                                | 2       | 2 (Blind vertrouwen)                            |
| Fabienne Leenart         |                     | moeder van Isa en Tim          | 2       | 2 (Blind vertrouwen)                            |
| Thomas Perrels           |                     | vader van Isa en Tim           | 2       | 2 (Blind vertrouwen)                            |
| Rosa Stil                | Marlin              |                                | 2       | 3 (Skip)                                        |
| Joël de Tombe            | Sil                 |                                | 2       | 3 (Skip)                                        |
| Patrick Martens          | Boy                 |                                | 2       | 4 (Gestolen paard)                              |
| Erik Bos                 | Don                 |                                | 2       | 4 (Gestolen paard)                              |
| Nico Binnendijk          | Ron                 |                                | 2       | 4 (Gestolen paard)                              |
| Tom Hortensius1          |                     | Rechercheur                    | 2       | 4 (Gestolen paard)                              |
| Annemarie Mooren1        |                     | Rechercheur                    | 2       | 4 (Gestolen paard)                              |
| Kimberley Klaver         | Tara                | bazin van Digger en makelaar   | 2       | 5 (Diggers schat)                               |
| Nick Golterman           | Guus/Gio            | broer van Tara                 | 2       | 5 (Diggers schat)                               |
| Benne van de Woestijne   | Davy                | handlanger van Guus/Gio        | 2       | 5 (Diggers schat)                               |
| Jona                     | Digger              | hond van Tara                  | 2       | 5 (Diggers schat)                               |
| Peter Sterk              | Arie                | tuinder                        | 2       | 6 (Dapper spoorloos)                            |
| Wendela Westenburg       | Renee               |                                | 2       | 6 (Dapper spoorloos)                            |
| Judith Prins             | Luwene              | Herderin                       | 2       | 6 (Dapper spoorloos)                            |
| Nico Mooren              | Hans                | vrachtwagenchauffeur           | 2       | 6 (Dapper spoorloos)                            |
| Veronique Eustatia       | Nora                |                                | 2       | 7 (Nora en Danny)                               |
| Elke Lecluse             | Danny               |                                | 2       | 7 (Nora en Danny)                               |
| Abel Nienhuis            | Gert                | vader en trainer van Nora      | 2       | 7 (Nora en Danny)                               |
| Marnie Baumer            | Patty               | moeder en trainer van Danny    | 2       | 7 (Nora en Danny)                               |
| Bauke van Boheemen       | Lucas               | klasgenoot van Lena            | 2       | 8 (Zwerver)                                     |
| Sonia Khurshid Eijken    | Vlinder             | skater                         | 2       | 8 (Zwerver)                                     |
| Roan Pronk               | Jort                | skater                         | 2       | 8 (Zwerver)                                     |
| Jesse Walonker           | Bikkel              | skater                         | 2       | 8 (Zwerver)                                     |
| Manu van der Plas        | Letta               | bazinnetje van Zwerver/Beertje | 2       | 8 (Zwerver)                                     |
| Koosje                   | Zwerver/Beertje     | hond van Letta                 | 2       | 8 (Zwerver)                                     |
| Jean Couprie             | Paterson            | dove boer                      | 2       | 9 (Familie)                                     |
| Dragan Bakema            | Milos               | Servische boerenknecht         | 2       | 9 (Familie)                                     |
| Pim Veth                 | Frans Kijkuit       |                                | 2       | 9 (Familie)                                     |
| Cripta Scheepers         | Kitty               |                                | 2       | 9 (Familie)                                     |
| Ron Goudsmit             | Dhr. De Bruin       | man van opsporingsdienst       | 2       | 9 (Familie)                                     |
| Maud van Haasteren       | Benny               | verpleegster                   | 2       | 9 (Familie)                                     |
| Flynn Snijders           | Albert              | dokter                         | 2       | 9 (Familie)                                     |
| Vivianne Montagne        | Wilma               | verpleegster                   | 2       | 9 (Familie)                                     |
| Liam van Veen            |                     | ambulancebroeder               | 2       | 9 (Familie)                                     |
| Niels Franken            |                     | ambulancebroeder               | 2       | 9 (Familie)                                     |
| Marietta Trimp           |                     | receptioniste                  | 2       | 9 (Familie)                                     |
| Tim Schouten             | Pim                 |                                | 2       | 10 (Goldie)                                     |
| Matthijs Ten Kate        | Piet                | Loodsbaas                      | 2       | 10 (Goldie)                                     |
| Serle                    | Goldie              | hond van Pim                   | 2       | 10 (Goldie)                                     |
| Sabine Beens             | Christine Vermaeren | buurvrouw                      | 2       | 11 (Nieuwe buren)                               |
| Johnny Barendsen         | Herman Vermaeren    | buurman                        | 2       | 11 (Nieuwe buren)                               |
| Rob van de Meeberg       | Mijnheer Harry      |                                | 2       | 12 (Polly)                                      |
| Sarah Hellendoorn        | Sophie              |                                | 2       | 12 (Polly)                                      |
| Hanna Mooren             | Maud                |                                | 2       | 12 (Polly)                                      |
| Gio                      | Polly               | hond                           | 2       | 12 (Polly)                                      |
| Michael de Roos          | Rob in de Morgen    | Radio DJ                       | 2       | 13 (De Verdwenen Poesjes)                       |
| Chava Voor in 't Holt    | Liesbeth            | eigenaar Paviljoen             | 2       | 13 (De Verdwenen Poesjes)                       |
| Fabian Jansen            | Olaf                | molenaar                       | 2       | 13 (De Verdwenen Poesjes)                       |

## Trivia
1In aflevering 4 van het tweede seizoen kwam de hoofdrolspeler Tom Hortensius van de eerste serie terug in de bijrol van rechercheur. Ook de regisseur Annemarie Mooren had deze bijrol.
In aflevering Polly van het tweede seizoen kwam de hoofdrolspeelster Hanna Mooren van de eerste serie terug in de bijrol.